# Urząd Jevenstedt
Urząd Jevenstedt (niem. Amt Jevenstedt) – urząd w Niemczech w kraju związkowym Szlezwik-Holsztyn, w powiecie Rendsburg-Eckernförde. Siedziba urzędu znajduje się w miejscowości Jevenstedt.
W skład urzędu wchodzi dziesięć gmin:
1. Brinjahe
2. Embühren
3. Haale
4. Hamweddel
5. Hörsten
6. Jevenstedt
7. Luhnstedt
8. Schülp bei Rendsburg
9. Stafstedt
10. Westerrönfeld